# 兵庫県立洲本実業高等学校東浦校
兵庫県立洲本実業高等学校東浦校（ひょうごけんりつ すもとじつぎょうこうとうがっこう ひがしうらこう）とは、兵庫県淡路市（旧・津名郡東浦町）浜に所在した公立の商業高等学校。学区は淡路島全島であった。
洲本市に本校があり、校長は本校の校長が兼任している（教頭が学校での活動の指揮をとっている）。2008年度より生徒の募集を停止し、2011年3月をもって閉校した。

## 概要
もともとは兵庫県立淡路農業高等学校（現：淡路高等学校）仮屋分校として設置されたが、農業教育が地元のニーズに合わなくなったことと、地元で商業を教える学校が求められたこともあり、昭和34年に洲本実業高等学校へ所属換えとなった。
のちに大磯港近くの海岸沿い、三洋エナジー東浦とラジオ関西の2本の送信電波塔が建つそばに移転。
跡地はAIE国際高等学校の東浦キャンパスとなっている。

## 設置学科
- 商業科

## 所在地
- 〒656-2304 兵庫県淡路市（旧・津名郡東浦町）浜1番地48

## 校風
- 校訓は本校と同様で「誠実」「健康」。

## アクセス
淡路交通縦貫線・本四海峡バス大磯港バス停より徒歩3分 